# شیشه بوروسیلیکات

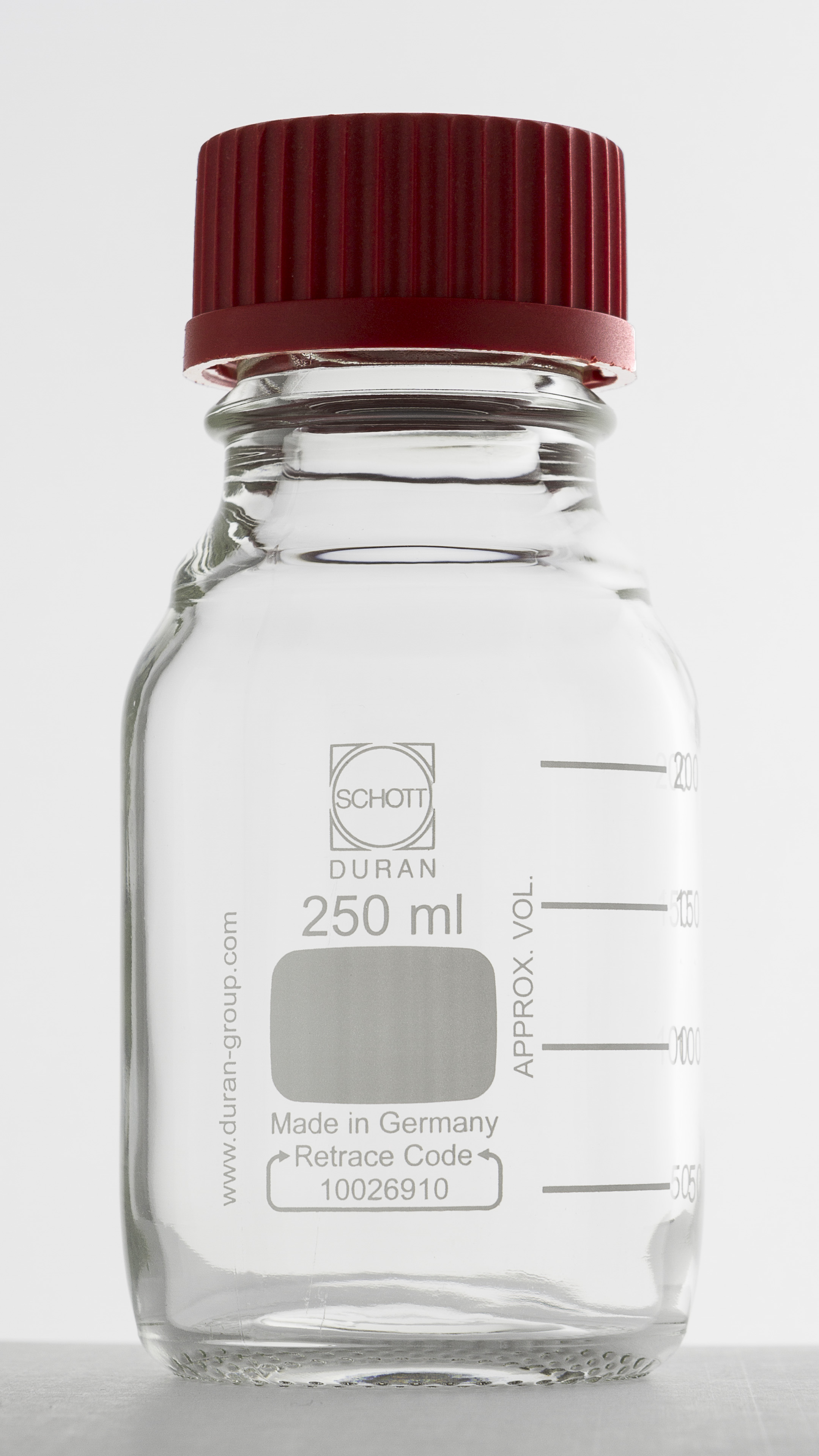
یک ظرف ۲۵۰ میلی لیتری آزمایشگاهی از جنس شیشه بوروسیلیکات که بیشتر با نام تجاری "DURAN" شناخته می‌شود.

شیشه بوروسیلیکات (به انگلیسی: Borosilicate glass) نوعی شیشهٔ سیلیکاتی با مقدار اکسید بور بیش از ۴ درصد وزنی است.
این نوع شیشه‌ها ضریب انبساط حرارتی کم تا متوسط داشته، رفتار ویسکوزیته-دمای بلند و چگالی کمی دارند.
بسیاری از ظروف شیشه‌ای آزمایشگاهی، صنعتی و خانگی با استفاده از این نوع شیشه ساخته می‌شوند.
این شیشه‌ها در بازار با نام‌های تجارتی مانند پیرکس، سیماکس، ترکس، دوران … شناخته می‌شوند.

## ترکیبات و روش ساخت
ترکیبات:
محدوده ترکیبی این نوع شیشه بسیار محدود است و تغییرات اندک در ترکیب مواد اولیه ممکن است منجر به بروز پدیده جدایش فازی شود. شیشه‌های بوروسیلیکاتی امروز معمولاً در محدوده ترکیبی زیر قرار دارند:
SiO2: 79.5-80.5%
B2O3: 12-13%
Al2O3: 2-2.8%
Na2O: 3.5-4.5%
K2O: 0-1.1%

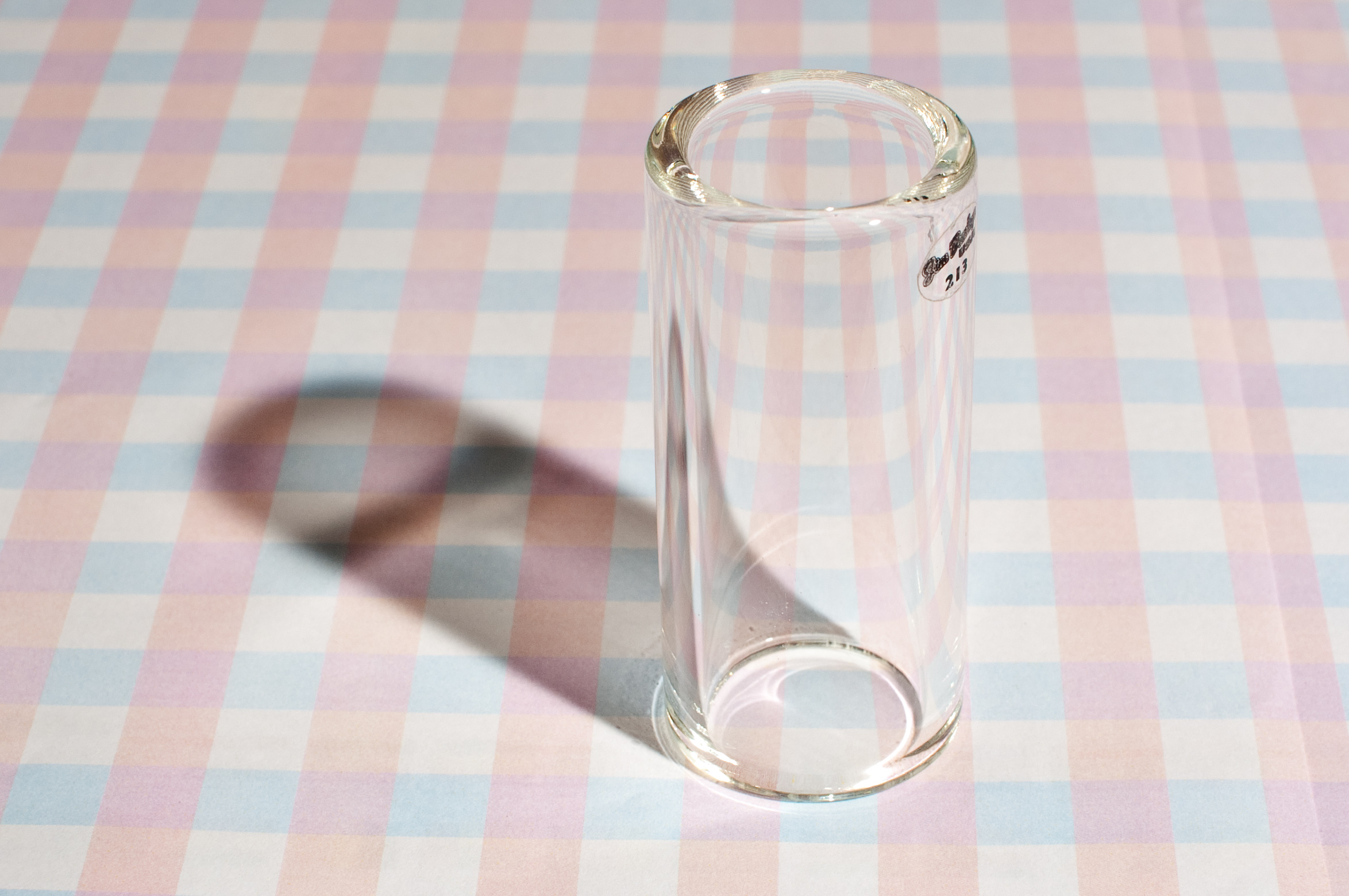
GlassGuitarSlide

خلاف شیشه‌های سودا آهکی (سودالایم) که قدمت و کثرت تولید نسبتاً مطلوبی در کشور دارند و بر همین مبنا، ترکیب نهایی بچ و محصول نهایی شناخته شده‌است، شیشه بوروسیلیکات (پیرکس) نه قدمت چندانی در کشور دارد و واحدهای تولیدی آن به تعداد انگشتان یک دست هم نمی‌رسد و بدیهی است که به تکنولوژی‌های این نوع شیشه نیز توجه چندانی نمی‌شود. در این مقال سعی شده که نقش عامل اصلی تشکیل دهنده این فاز شیشه‌ای (بوراتها) در گستره پیوند، به صورت خلاصه وار مورد بررسی عملیاتی قرار گیرد:
به همراه سیلیس، ژرمانیم و سولفور، مقار جزئی از Boron مانند یک عنصر اصلی تشکیل دهنده شبکه و به عنوان شاخه دوم این پدیده، خود را ارائه می‌کند. مشابه سه عامل دیگر، Boron نیز سهم خود را در تشکیل پیوندهای قوی در اکسیدهای (ترکیبی) شیشه نمایش می‌دهد. شبکه آن از سایر شبکه‌ها که بت یک نوع پیوند در شیشه یافت می‌شوند متفاوت است و در شیشه با در رتبه B3 وB4یافت می‌گردد، استحکام فوق‌العاده B3 وB4 این تصور را ایجاد می‌کند که پیوند B-O بسیار قوی است، حال آنکه پیوند گروه‌های Bo4 واجد واحدهای ساختمانی بسیار ضعیفی در مقابل حرارت‌های بالا می‌باشند، دلیل آن را نیز می‌توان توضیح داد: B2O3 با Sio2 تفاوت دارد: ویسکوزیته آن بسیار کمتر از سیلیس است، بنابراین B2O3 مانند یک ماده گدازنده (سیال) بسیار سودمند عمل می‌کند.
اکسید بور: این اکسید مخصوص می‌تواند وارد ترکیب شیشه شود و رفتار و وضع غیرعادی از خود نشان دهد. برخی از خواص آن موجب تحمل تغییرات قطری (کشیدگی) می‌شوند و وقتی به صورت ترکیبی از فرمول شیشه در میآید، باعث افزایش مقاومت شیمیایی آن نیز می‌گردد، گرچه به شدت نم گیر بوده و آب خود حفظ می‌کند، ضریب انبساط حرارتی شیشه را کاهش می‌دهد (با وجود داشتن ضریب انبساط حرارتی بسیار بالا) و در هر حال، خاصیت سیالیت وروانی و خواص شیشه‌ای خود را کاملاً حفظ می‌کند، لذا توانایی ذوب و تشکیل شیشه را بهبود می‌دهد، دمای مایع شدن نیز د ر اثر وارد کردن B2o3 به شدت کاهش می‌یابد و همچنین از به خط در آمدن واحدهای ساختمانی شیشه جهت ایجاد یک شبکه منظم هندسی بلوری جلوگیری می‌کند. در حالت گداخته بسیاری از دیگر اکسیدها را تجزیه می‌کند. B2o3 یک آبگیر قوی است و آب خود را در دمای 1000C0 از دست می‌دهد. خواص B2o3 شیشه منطبق با حجم اب متغیر است (مشابه P2o5)ودر450Co ذوب می‌شود حال آنکه نقطه ذوب سیلیس 1715Co است، ویسکوزیته آن بسیار کمتر از سیلیس و ضریب انبساط حرارتی آن بیست وچهار مرتبه بالاتر از سیلیس و دانستیته آن نیز کمتر از سیلیس می‌باشد.
اکسید بور با آب ترکیب شده و اسید تری هیدرو بوریک تولید می‌کند. سه شکل دیگر اسید بوریک د ر دانستیته، ضریب شکست نور و نقطه ذوب، متفاوتند.
با افزایش دانستیته استحکام آن‌ها نیز افزایش می‌یابد، از یک مخلوط B2o3 وH2o به نسبت (۱:۱ مولار) که در حال مناسب گرم شده باشد ،B2o3 کریستالی درحضور بلورهای حاصل از تغییر HBo2I تشکیل می‌شود.
از نقطه نظر علمی و فنی، سیستم B2o3-H2o به لحاظ ارتباط تبخیر B2o3 با بخار آب حاصل از ذوب شیشه قابل توجه است، B2o3 خالص در هوای خشک تبخیر نمی‌شود، در عین حال در شرایط اتمسفر حضور و وجود مقادیری بخار آب، نشانگر اندکی تبخیر است. تبخیر B2o3 در کنار آب، احتمالاً در اثر جانشینی تعدادی از پیوندهای B-O-B با پیوندهای هیدروژنی حادث می‌شود ((B-O-H-O-B. این میزان تبخیر توسط کانی‌های خام دیگری که داری آب بین مولکولی (کریستالی) هستند مانند هیدرات آلومینیوم، جبران خواهد شد.
با افزایش حجم و مقدار B2o3 قابلیت انحلال هالوژن‌ها در سیستم‌های دوگانه -B2o3هالوژن، کاهش خواهد یافت و در حرارت‌های بالا، هر دو جزء ترکیب امتزاج پذیرند و در اثر سرد شدن جدا می‌شوند؛ بنابراین عملکرد مبهمی دارند، فقط ترکیبت شیری رنگ فلوریدها به‌طور کامل امتزاج پذیرند. در ذوب با اکسید بور، هالیدهای پتاسیم کمتر از نمک‌های سدیم قابل حل می‌باشند. در ترکیبات مختلف شیشه بوروسیلیکات، هالوژن‌ها حتی در غلظت‌های بالاتر نیز کمتر امتزاج پذیرند. از مقدار کم کلریدها برای تصفیه، از حجم‌های بیشتر کلریدها به خصوص Kcl جهت تأثیر بر شفافیت و روشنایی شیشه بوروسیلیکات و پیرکس استفاده می‌گردد. Sio2 در ذوب B2o3 حل می‌شود، خواه زمانی که یک سیستم دوتایی شیشه در حال شکل‌گیری است و خواه زمانی که دو ترکیب جامد از محلول، پس از گداخته شدن، در حال ساخت محلولی یکپارچه و یک‌دست هستند. پس از اینکه در اثر حرارت فاز مایع تشکیل شد، Sio2 وB2o3 به هر نسبتی قابل انحلالند و شبکه سه بعدی شیشه‌ای از Sio4 چهار وجهی وB2o3 تشکیل می‌شود.
B2o3-Pbo تکنولوژی قابل توجه از نظر سیستم‌های دوگانه بورات است که مانند یک ماده گدازنده (سیال) عمل می‌کند و در زمینه تزیین نیز جلا دهنده فلزات است. این ترکیب از ته‌نشین کردن محلول گرم نیترات سرب در محلول گرم و اشباع براکس تهیه می‌شود
فلزات قلیایی – بوراتها: این مواد به رغم فن آوری بسیار ساده، جالبند زیرا بوراتها گاهی اوقات خاصیت‌های خود را آشکارا به سایر ترکیبات مختلف شیشه بوروسیلیکات می‌دهند و در مراحل بعدی خواص و رفتار شیشه را در حین عمل ذوب کاملاً حفظ می‌کنند.
داخل کردن فلزات قلیایی در B2o3 شیشه باعث تغییر ساخت و خواص آن خواهد شد ولی به روشی متفاوت می‌توان فلزات قلیایی را در شبکه Sio2 وارد کرد. در شیشه‌هایی با شبکه‌های دوگانه فلزات قلیایی-سیلیکات، SiIV فقط ظرفیت ۴ را داراست، ولی در شیشه‌هایی با شبکه فلزات قلیایی- بورات، BIII هم‌زمان با دو ظرفیت ۳ و۴ یافت می‌شود، این تغییر ظرفیت از نظر درک خواص ویژه شیشه بوروسیلیکات بسیار مهم بوده، و برمبنای تغییرات الکترون در اتم بور قابل توضیح است:
اتم BIII در وضع اولیه شکل الکترونی 1S2 2S2 2P1 را دارد، یکی از الکترونهای های S در اوربیتال خارجی می‌تواند به حالت P برانگیخته شود، بتا بر این سه زوج الکترون به وجود میآید، که بر اثر آمیخته شدن با سه اتم اکسیژن (B2o3) حاصل می‌شود، در عین خال اتم BIII توانایی جذب یک زوج الکترون دیگر که هنوز در اوربیتال آزاد P باقی‌مانده، را نیز دارد. بدین ترتیب واحد Bo4 با یک بار منفی تشکیل می‌شود. این عمل به حضور فلزات قلیایی به عنوان الکترون دهنده نیازمند است. در Bo4 چهار وجهی تمامی اتم‌های اکسیژن به صورت نرده‌ای هستند و برخلاف غیر قطبی بودن پیوندها در B2o3 چهار وجهی، پیوندها در Bo4 چهار وجهی به شدت قطبی اند. اندازه‌گیری‌های متعدد نشان داده که در اثر افزایش ذوب، با رهای منفی ممکن است بر اتم‌های بور تأثیر بگذارند (برانگیختگی) لذا در دماهای زیاد حالاتی نهانی در شکل گرو ه‌های Bo4 بروز می‌کند.
مطالعات در خصوص شیشه‌های دوگانه M2o-B2o3 مشخص نموده که برخی از خواص این پیوندها در صورت داشتن یک نسبت مشخص و معین از Na2o:B2o3، تغییرات قابل توجهی را تحمل می‌کنند. این بدان معناست که در ساخت شیشه‌های بوراتی، ترکیبات Na2o-B2o3 مانند مولکول‌های مجزا عمل می‌کنند. مطالعات همچنین نشان داده که نقاط ذوب بورتها عموماً بالاتر از شکل اکسید B2o3 و نشاندهنده یک ساختار قوی تر است، ترکیب بور و سدیم-Meta Botate- (Na2o,B2o3) تنها بوراتی است که درحالت شیشه‌ای ترکیب نمی‌شود، (در حالی که ترکیبات به شدت اسیدی و به شدت بازی بور با نقطه ذوب پایینتر در هر دو فاز ترکیبی شیشه پس از سرد شدن یافت می‌شوند)، این فاز، فاقد پیوند Bo4 در مولکول خود بوده و بنیان چهار وجهی آن 2-(B4o7) آن نیز در ذوب تجزیه نمی‌شود و به شکل ترکیبی، تمایلی برای تشکیل شیشه از خود بروز نمی‌دهد.
ترکیبات بورات و فلزات قلیایی در شیشه شامل ۲۴ مول Lio2%، ۳۵ مول Na2o% و۳۵ مولK2o% هستند، بنابراین وقتی Na2o وK2o به هم می‌پیوندند، ناحیه شیشه‌ای افزایش می‌یابد، حتی در سایر اجزاء متفاوت ترکیب شیشه، از این پدیده در شیشه پیرکس استفاده می‌شود، جایی که افزایش حجم (مقدار) K2o روی هم رفته سبب بهبود استحکام وکاهش میل تفکیک‌پذیری می‌شود، گرچه ممکن است این افزایش استحکام، خیلی زیاد نباشد.
از جمله براتها که به لحاظ فنی در شیشه مهم هستند، KB2o می‌باشد، نقطه ذوب آن بسیار نزدیک به B2o3 است. این دوعامل باعث برخورد ذرات در شیشه بوروسیلیکات می‌شوند.
روش ساخت:
مواد خام ذکر شده به حالت مذاب درآورده می‌شوند و سپس در حمام قلع ترکیب می‌شوند. بسته به نوع کاربرد فرایند تولید متفاوت است اما دو فرایند تولید اصلی برای شیشه‌های بوروسیلیکات وجود دارد.
فرایند شناوری:
در این فرایند پس از ترکیب در حمام قلع، مذاب به حالت نواری شناور می‌شود و و پس از انجام عملیات حرارتی قطعه قطعه می‌شود.
فرایند ولو(vello process):
پس از ترکیب مواد مذاب در حمام قلع آن‌ها را در محفظه‌ای که در ان فشار هوا وجود دارد رها می‌کنیم. هم‌زمان محفظه در حال چرخش است و بسته به فشار هوا، سرعت چرخش و مقدار مذاب ضخامت لوله شکل گرفته متفاوت است. در کارخانه‌های تولید شیشهٔ بوروسیلیکات بسته به نوع کاربرد محصول با طراحی مناسب به ضخامت مناسب می‌رسند.
پس از تولید لوله به این روش آن را عملیات حرارتی می‌کنند تا به استحکام مورد نظر برسند و سپس آن را قطعه قطعه می‌کنند.

## تاریخچه
شیشه بوروسیلیکات اولین دفعه توسط یک شیشه ساز المانی به نام otto schott در قرن ۱۹ میلادی ساخته شد و تحت نام تجاری DURAN فروخته شد. در سال ۱۹۱۵ شیشه پیرکس تولید شد و از ان پس شیشه بوروسیلیکات زیر گروه پیرکسی قرار گرفت.
برای تولید شیشه‌هایی که در آشپزخانه استفاده می‌شود هم‌اکنون نیز در اروپا برای تولید پیرکس از بوروسیلیکات استفاده می‌شود اما در آمریکا برای تولید پیرکس از شیشه‌های سودا-لایم استفاده می‌شود.
اما برای شیشه‌های آزمایشگاهی فقط از بوروسیلیکات استفاده می‌شود.

## ویژگی‌ها
مهمترین ویژگی فیزیکی این نوع شیشه‌ها، کم بودن ضریب انبساط حرارتی آنهاست که در مطابق استاندارد ایزو برابر ۶- ۱۰ × (۱/۰±۳/۳) است. به همین دلیل این نوع شیشه به شیشه ۳–۳ نیز معروف است. وجود این خاصیت منجر به افزایش مقاومت این شیشه در مقابل شوک حرارتی می‌شود. مقاومت این نوع شیشه‌ها حدوداً سه برابر بیشتر از مقاومت شیشه‌های سودالایم است.
این شیشه‌ها دارای ضریب انبساطی پایین و مقاومت حرارتی زیاد می‌باشند. در نتیجه خطر شکستن آن‌ها در هنگام گرم کردن یا سرد کردن ناگهانی کمتر است. مقاومت این شیشه‌ها در تماس با مواد شیمیایی بسیار زیاد است و امکان خرابی سطح شیشه به مرور زمان کمتر است. شیشه‌های بوروسیلیکاتی همچنین از هدایت حرارتی بالایی برخوردارند.
به دلیل هدایت حرارتی بالا و مقاومت زیاد در برابر شوک حرارتی، بسیاری از ظروف شیشه‌ای در معرض حرارت (مانند ظروف آزمایشگاهی و ظروف پخت‌وپز) از این نوع شیشه ساخته می‌شوند.
این شیشه‌ها نسبت به شیشه‌های قلیایی سخت‌تر بوده و در مقابل افزایش فشار سطحی مقاومت مکانیکی آن‌ها بیشتر است. با توجه به این خواص، در ساختن وسایلی که مقاومت در برابر حرارت و مواد شیمیایی مهم باشد، می‌توان از این شیشه‌ها استفاده نمود. اشیای شیشه‌ای را می‌توان با جداره نازکتر درست کرد. بدون اینکه در مقاومت حرارتی آن تأثیری داشته باشد.
از معایب این شیشه‌ها می‌توان گفت که این شیشه‌ها گرانتر از شیشه‌های قلیایی هستند، در اتصالات شیشه‌های بوروسیلیکات باقیماندن سوراخ‌های سوزنی شکل رایج است و همچنین این شیشه‌ها برای کار به دمای بالایی نیاز دارند.
حداکثر دمایی که شیشه تحمل می‌کند، در حدود ۵۰۰ درجه سانتی‌گراد و با بعضی ترکیبات خاص تا ۶۵۰ درجه سانتی‌گراد می‌رسد. شیشه‌های بوروسیلیکات برحسب نوع ترکیبات آن در دمای بالای ۵۰۰ درجه سانتی‌گراد فرم می‌گیرند و نرم می‌شوند. دمای عملیات حرارتی تاباندن این شیشه به منظور بادوام کردن آن بر حسب نوع ترکیب از ۶۵۰–۶۰۰ درجه سانتی‌گراد متغیر است.
شیشه بوروسیلیکات نسبت به تقریباً تمامی مواد به جز اسید هیدروفلوریک، اسید فسفوریک و محلول‌های سوزش‌آور داغ قوی از نظر واکنش دهی خنثی است. از بین این موارد اسید هیدروفلوریک بیشترین و جدی‌ترین تأثیر را بر روی این شیشه می‌گذارد، حتی هنگامی که غلظت آن بسیار کم و در اندازهٔ بخش در میلیون است.
اسید فسفوریک و محلول‌های سوزش‌آور هنگامی که سرد می‌باشند مشکلی ایجاد نمی‌کنند ولی در دماهای بالاتر ممکن است سبب بروز خوردگی شوند. به عنوان نمونه، در مورد محلول‌های سوزش‌آور تا حداکثر غلظت ۳۰ درصد آن‌ها را می‌شود با خیال راحت در دمای محیطی حمل کرد.

## کاربرد
علوم و بهداشت:
هم‌اکنون تمامی شیشه‌های استفاده شده در ازمایشگاه‌ها از جمله بشر، ارلن مایر و … از جنس بوروسیلیکات است.
همچنین در سرنگ‌های از پیش پر شده، پکیج داروهای پرنترال و انواع داروهای تزریقی کاربرد دارد.
همچنین در مصارف پزشکی که قطعه‌ای در بدن قرار می‌گیرد از جمله ایمپلنت دندان، مفصل، استخوان‌های سیمانی و چشم‌های پروستتیکی نیز از بوروسیلیکات استفاده می‌شود.
به دلیل ضریب انبساط کم و مقاومت بالای آن‌ها نسبت به حملهٔ شیمیایی، شیشه آلات آزمایشگاهی بوروسیلیکاتی در تولید کالاهای آزمایشگاهی همانند با بشرها، فلاسک‌ها، کتری‌ها، لوله‌های آزمایش، بست‌های آزمایشگاهی و دیگر محصولات علمی به کار گرفته می‌شوند. با مراقبت صحیح، آن‌ها نسبت به تقریباً هر نوع حرارتی که در کاربرد معمولی آزمایشگاهی استفاده می‌شود، مقاومت نشان می‌دهند.
الکترونیک:
در قرن بیستم برای خنک کرد وکیوم تیوب‌های قدرت بالا از لوله‌های بوروسیلیکاتی که در آن‌ها اب جریان داشت استفاده می‌شد. همچنین در صنعت سمیکونداکتورها در زمینه سیستم‌های میکرو الکترو مکانیکال کاربرد دارد.
روشنایی و لنزها:
در چراغ قوه‌های کیفیت بالا از لنزهای بوروسیلیکات استفاده می‌شود. در صنعت روشنایی از شیشه‌های بوروسیلیکات در عدسی‌های نورشکن (refractors) استفاده می‌شود.
همچنین در دیودهای ساطع‌کننده نور نیز شیشه‌های بوروسیلیکات کاربرد دارد.
در تلسکوپ‌های فضایی از شیشه‌های بوروسیلیکات استفاده می‌شود زیرا ضریب انبساط گرمایی آن پایین است و با انتقال حرارت به آن تغییرات قطر عدسی کم خواهد بود.
در کنار این طبقه‌بندی‌ها این نوع شیشه‌ها کاربردهای دیگری نیز دارند که می‌توان به شیشه گردان کف مایکروویو، شیشه‌های مخصوص پخت و پز در مایکروویو، هیترهای آکواریوم، پایپ‌های شیشه‌ای برای مصرف تنباکو، گیتار سلایدر، عایق حرارتی شاتل‌ها و .. اشاره کرد.

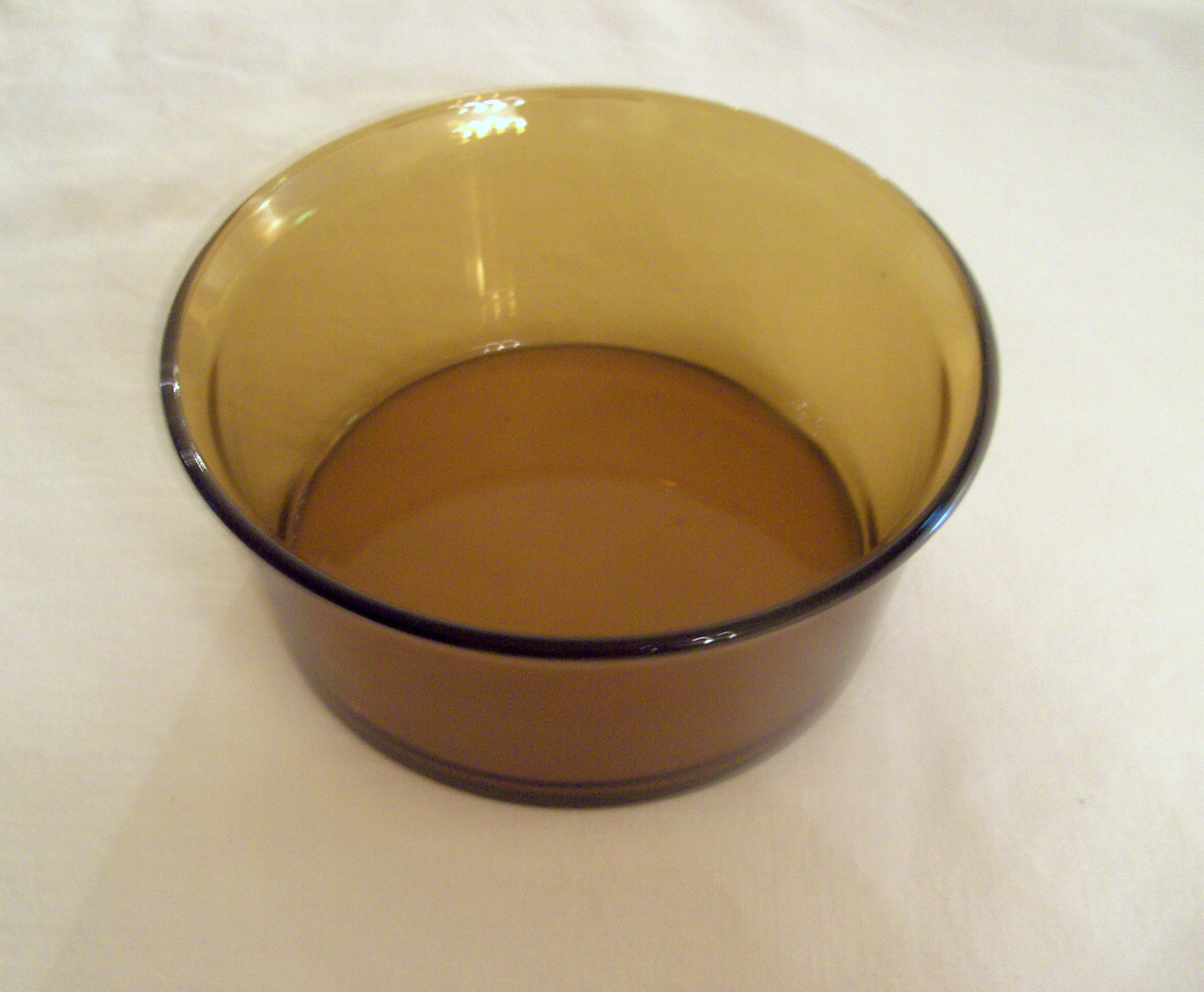
arcopal

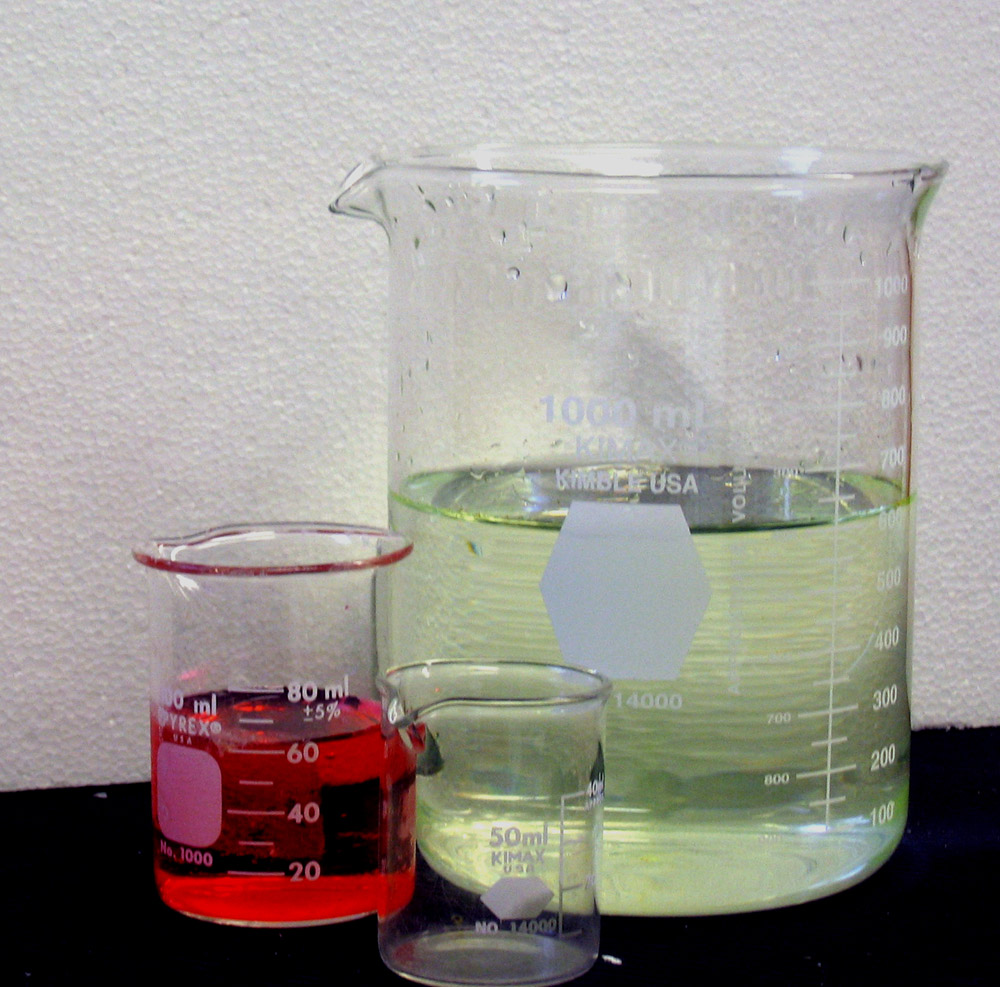
Borosilicate beakers